# Miniature au blanc Limoges
 (octobre 2015).
Si vous disposez d'ouvrages ou d'articles de référence ou si vous connaissez des sites web de qualité traitant du thème abordé ici, merci de compléter l'article en donnant les références utiles à sa vérifiabilité et en les liant à la section « Notes et références ».
La miniature au « blanc Limoges » est une réalisation liée à un savoir-faire du domaine de la décoration sur métal, et plus particulièrement une spécialité de l’émaillerie. Elle est aujourd’hui réalisée entre autres par la SARL Cheron-Tessier, entreprise créée en 1954 à Limoges, dans la Haute-Vienne (Limousin).
L’entreprise est labellisée Entreprise du patrimoine vivant et son savoir-faire est inscrit à l'Inventaire du patrimoine culturel immatériel en France.

## Historique
À ses débuts, au XIXe siècle, la fabrication se distingue en deux types de production : les émaux montés pour la joaillerie, vendus directement à Limoges et dans le Limousin, et les émaux non montés, exportés à l’étranger (États-Unis, péninsule Ibérique, Benelux, Japon). Aujourd’hui, la production s’exporte encore, notamment au Japon, mais la plupart des clients sont des bijoutiers qui achètent les émaux non montés pour ensuite les monter eux-mêmes sur leurs bijoux.
Si les miniatures au blanc Limoges apparaissent durant la seconde moitié du XIXe siècle, ce n’est qu’en 1954 qu’est créé l’atelier Cheron grâce à Henri et Marie-Madeleine Cheron. Depuis, la petite entreprise familiale est passée de génération en génération sans jamais quitter la famille. L’atelier a jusqu’à présent su s’adapter aux évolutions des techniques et des matières premières. Il est aujourd’hui le seul et dernier atelier à réaliser des miniatures au blanc Limoges.

## Fabrication des miniatures au blanc Limoges
La réalisation d’une miniature demande beaucoup de patience et de minutie. Sachant que l’émail est posé sur une base en cuivre, il faut tout d’abord s’occuper de cette base. Le cuivre est donc découpé et transformé selon la forme souhaitée.
Entretemps, l’émail est fabriqué, de couleurs différentes.
Il est ensuite déposé doucement, en couches successives, au pinceau ou à l’aiguille, sur le cuivre au préalablement préparé. La densité à chaque pose peut varier.
Vient ensuite l’étape de la pose des « paillons ». Ce sont les éléments d’or et/ou d’argent qui viendront compléter l’émail, entre ses diverses couches.
La pose terminée, les cuissons s’enchainent. Les émaux les plus durs seront chauffés entre 850 et 900 degrés tandis que les plus tendres chaufferont à des températures plus basses. Les temps de cuissons sont cependant très courts du fait de la petite taille de l’objet. Le premier passage au four permet de révéler la couleur de l’émail et de lui donner sa brillance, les passages suivants permettront de faire les finitions.